# Into the Depths of Sorrow
Into the Depths of Sorrow – debiutancki album doom metalowej grupy Solitude Aeturnus. Płyta doczekała się dwóch reedycji - 13 stycznia 2004 roku przez studio Brainticket Records, gdzie na album dodano trzy nowe piosenki, i w roku 2006 dzięki Metal Mind Productions.

## Lista utworów
Opracowano na podstawie materiału źródłowego
1. "Dawn of Antiquity (A Return to Despair)" - 01:03
2. "Opaque Divinity" - 06:24
3. "Transcending Sentinels" - 07:35
4. "Dream of Immortality" - 07:52
5. "Destiny Falls to Ruin" - 05:05
6. "White Ship" - 06:10
7. "Mirror of Sorrow" - 07:37
8. "Where Angels Dare to Tread" - 05:57

Utwory bonusowe (2004 Reissue)
- "Opaque Divinity" (Demo)
- "Mirror of Sorrow" (Demo)
- "City of a Armageddon" (rehearsal session)

Utwory bonusowe (2006 Reissue)
- "Opaque Divinity" (Demo)
- "Mirror of Sorrow" (Demo)
- "Transcending Sentinels" (Demo)

## Twórcy
Opracowano na podstawie materiału źródłowego
- Robert Lowe - śpiew, instrumenty klawiszowe
- John Covington - perkusja
- Lyle Steadham - gitara basowa
- John Perez - gitara
- Edgar Rivera - gitara